# تونی هور
سر چارلز آنتونی ریچارد هور (به انگلیسی: Sir Charles Anthony Richard Hoare) که معمولاً با نام تونی هور شناخته می‌شود، دانشمند علوم رایانه اهل بریتانیا است. او در سال ۱۹۸۰ به علت «مشارکت‌های پایه‌ای در تعریف و طراحی زبان‌های برنامه‌نویسی» برنده جایزه تورینگ شد.
او به خاطر توسعه مرتب‌سازی سریع، منطق هور و پردازش‌های تبادل‌کننده متوالی (Communicating Sequential Processes) شناخته شده‌است.
هورد الگوریتم مرتب‌سازی، مرتب‌سازی سریع را در سال‌های ۱۹۵۹–۱۹۶۰ توسعه داد.
وی همچنین برنده نشان فارادی در سال ۱۹۸۵ شده‌است.

## تحصیلات و اوایل زندگی
هور در کلمبو، سیلان (سری‌لانکا کنونی) از پدر و مادری بریتانیایی به دنیا آمد. پدرش یک کارمند دولت استعماری و مادرش دختر یک چای‌کار بود. هور در انگلستان در مدرسه اژدها در آکسفورد و مدرسه شاه در کنتربری تحصیل کرد.